# 축구 단장
축구에서, 단장(團長, Director of football)은 축구단 업무 중 선수 영입 관련 최고 책임자이다. 한국에서는 축구단 전반의 총책임자를 의미하는 경우가 많다.

## 참고 자료
- 우리엔 없는 '풋볼 디렉터'가 이끈 에버튼발(發) 폭풍